# Georgios Christakis-Zografos
Georgios Christakis Zografos (in greco: Γεώργιος Χρηστάκης-Ζωγράφος; Parigi, 8 marzo 1863 – Atene, 24 giugno 1920) è stato un politico, diplomatico e giurista greco.
Fu Ministro degli Affari Esteri e Presidente della Repubblica Autonoma dell'Epiro del Nord (1914).

## Biografia

### Studi e l'inizio della carriera
Georgios era figlio del banchiere e benefattore greco Christakis Zografos, originario di Qestorat, (Lunxhëri) nella prefettura di Gjirokastër. Christakis-Zografos studiò all'Università di Parigi ed all'Università di Monaco laureandosi rispettivamente in legge e scienze politiche. Quando fece ritorno in Grecia, egli venne coinvolto nelle riforme dell'agricoltura in particolar modo per via dei grandi possedimenti che suo padre deteneva in Tessaglia. Durante questo periodo egli supportò il concetto secondo il quale i grandi proprietari feudali (chiamati all'epoca çiftlik) della regione dovessero essere espropriati delle loro terre che dovevano poi essere affidate a quanti non ne disponevano. Egli stesso pertanto decise di vendere gran parte dei propri possedimenti a prezzi bassissimi per l'epoca.

### 1905-1913
Nel 1905, Georgios venne eletto a membro del Parlamento greco per la prefettura di Karditsa. Nel 1909, egli prestò servizio come Ministro degli Affari Esteri sotto il governo di Dīmītrios Rallīs. Dopo la Prima guerra balcanica, venendo poi nominato governatore della regione dell'Epiro, da poco liberata dall'esercito greco. Christakis-Zografos prestò servizio come Governatore Generale dell'Epiro dal 29 marzo 1913 al 31 dicembre di quello stesso anno.

### Presidente del Governo Provvisorio per l'Epiro del Nord
Quando le Grandi Potenze decisero di assegnare la regione dell'Epiro del Nord all'Albania, i greci che abitavano la zona formarono un governo provvisorio sotto la guida di Christakis-Zografos il 28 febbraio 1914 e dichiararono la loro autonomia il giorno successivo ad Argirocastro. Zografos inviò una nota scritta a ciascuno dei rappresentanti delle Grandi Potenze ove spiegò la situazione creatasi nell'area:

Sotto queste condizioni ed in assenza di una soluzione che possa essere sufficiente a salvaguardare l'Epiro, una soluzione così semplice in realtà da trovare, la popolazione epirota è stata forzata a dichiarare alle potenze di non potersi sottomettere alla loro decisione. Questa dichiarerà la sua indipendenza e giustificherà la sua lotta ad esistere, le sue tradizioni ed i suoi diritti.
 Ma, prima di mettere in atto la sua ultima decisione, l'Epiro si rivolge a voi come giudici sperando che possiate cambiare la vostra decisione con la quale avete condannato un intero popolo.
Questo è ciò che spera la popolazione e ciò che si aspettano dalle Potenze. Possa l'Europa cristiana e civilizzata, con la sua decisione, rifuggire la pesante responsabilità dell'orrore di un'inutile battaglia.

Dopo un periodo di tre mesi di conflitti armati, le Potenze europee intervennero e chiesero dei negoziati con la repubblica. Il 17 maggio lo stato dell'Epiro del Nord venne riconosciuto a livello internazionale e riconosciuto dal Protocollo di Corfù, come regione autonoma interna ai confini dell'Albania. Ad ogni modo, questo stato ebbe vita breve ed il 27 ottobre, quando scoppiò la prima guerra mondiale ed il governo albanese collassò, l'esercito greco rioccupò l'area procurandosi le sanzioni delle Grandi Potenze e l'annullamento delle decisioni precedenti.

### 1914-1920
Christakis-Zografos dopo la seconda amministrazione greca dell'area, fece ritorno in Grecia ove venne eletto alle successive elezioni. Egli diede le dimissioni dal proprio incarico nel dicembre del 1914. Poco tempo dopo egli divenne presidente della Banca Nazionale di Grecia, posizione che mantenne sino al settembre del 1917, con un breve intervallo (25 febbraio - 10 agosto 1915) nel quale fu Ministro degli Affari Esteri nel gabinetto di governo di Dīmītrios Gounarīs. Egli supportò l'entrata della Grecia in guerra a fianco della Triplice intesa nel corso del primo conflitto mondiale presagendo che tale scelta avrebbe procurato meno danni allo stato. Si ritirò dalla politica nel 1917 morendo tre anni dopo a causa di problemi di cuore di cui soffriva da tempo.